# Jorge Barón Televisión
Jorge Barón Televisión es una productora y una ex programadora de televisión colombiana fundada el 24 de mayo de 1969 por el empresario, periodista y presentador Jorge Barón.
Después de la llegada de los canales privados Caracol y RCN en 1998, su participación ha sido menor y su programa más destacado es El show de las estrellas.  Esta programadora salió del aire el domingo 30 de abril de 2017, junto con Colombiana de Televisión, tras 48 años de estar en la televisión pública y se dedicará a la producción de contenidos para los canales privados nacionales.

## Historia
Fue fundada el 24 de mayo de 1969 por el presentador y empresario Jorge Barón. La gerencia de Inravisión le cumple a las directivas de Jorge Barón Televisión para que logre realizar un programa de música que durara media hora en reemplazo de los documentales, el 24 de mayo de 1969 y de allí nace el programa pero bajo el nombre de El show de Jorge Barón y su estrella invitada en el cual sus primeros invitados fueron una pareja cómico-musical «Emeterio y Felipe» llamados Los Tolimenses. En aquel entonces nació el musical y al mismo tiempo la programadora y que hoy se conoce como El show de las estrellas y más adelante otros programas como los Embajadores de la música colombiana y otros espacios de la misma programadora entre otros.
Jorge Barón Televisión se mantuvo en las licitaciones de programadoras entre 1972 y 1991 operándose en la Cadena 1 y en la Cadena 2.
En 1989, se realizó la grabación del concierto de Colombia te quiero de los Embajadores de la música colombiana en el Madison Square Garden de la ciudad de Nueva York.
En 1992 se presentó a la licitación de la Cadena Uno y el Canal A, saliendo favorecida en la Cadena Uno con 14 horas de programación.
Durante la licitación que adjudicó los espacios de televisión entre 1992 y 2016, Jorge Barón Televisión se constituyó en una de las mayores concesionarias, operando en la Cadena Uno (hoy Canal 1).
En 1998 se presentó a la licitación de la Cadena Uno y el Canal A, saliendo favorecida en la Cadena Uno con 14 horas de programación.
En 2004, Jorge Barón Televisión como programadora llegar tener una unión temporal con SportSat Televisión para Canal Uno.
El 31 de diciembre de 2013, SportSat Televisión desaparece como programadora en la que estuvo en una unión temporal con Jorge Barón Televisión, lo cual a partir del 1 de enero de 2014, Jorge Barón Televisión se queda sin una unión temporal.
El 30 de abril de 2017 y después de 48 años al aire la programadora cerró sus puertas ya que no participó en la nueva licitación del Canal Uno que inició desde el 1 de mayo de 2017 hasta el 30 de abril de 2027. Fue su última transmisión en el Canal Uno y el lunes 1 de mayo (coincidiendo con la celebración del Día del Trabajo) debido a la licitación del 2016, el Canal Uno estrenó su nueva programación con una nueva programadora que está bajo el nombre de Plural Comunicaciones.
Jorge Barón Televisión finalizó sus transmisiones después de ser la programadora con 48 años al aire en la televisión colombiana y sus espacios le fueron  entregados a la Autoridad Nacional de Televisión; pese a esto, su programa bandera El show de las estrellas se emite desde el día 6 de mayo de 2017 por la señal de RCN Televisión.

## Servicios
Jorge Barón Televisión contaba con dos emisoras; como la tradicional Emisora Punto 5, en los 1490 AM en Bogotá que aún se mantiene después del supuesto rumor de cambio de propietario de la frecuencia pero al final no se dio, y Entusiasmo Stereo, en los 99.5 FM en Mariquita para el norte del Tolima, en el cual fue vendido a finales de abril de 2017 a la sociedad de Inversiones Tobón Camelo para establecer una nueva emisora llamada Toca Stéreo.

## Convenios de programadoras
Esta reconocida programadora tuvo convenios con RTI Televisión, Proyectamos Televisión, Producciones Cinevisión, Caracol Televisión, Tevecine y Universal Televisión (Uni TV) a principios y mediados de los 90s. y a finales de los 90s, también tenía convenios con Cenpro Televisión, Producciones PUNCH, Colombiana de Televisión, Programar Televisión, 24 Horas Televisión y Producciones Bernardo Romero Pereiro (hoy TIS Productions).

## Logotipos
- 1969-1977: Sale la sigla JB en blanco y negro, y al lado la frase "presentando El Show de Las Estrellas".
- 1977-1979: En los adelantos a la televisión en color aparece la sigla JB en presentación amarilla en fondo azul aguamarina con la frase "Jorge Barón"
- 1979-1980: El mismo logotipo de las siglas JB y al lado "Una producción de Jorge Barón Televisión Color", en colores azul pastel y amarillo crema.
- 1980-1982: En fondo negro con puntos aparece la sigla JB en presentación azul claro y al lado "Jorge Barón" y abajo de la misma frase aparece "Televisión".
- 1982-1984: En fondo azul aparece la sigla JB en presentación blanca y al lado "Jorge Barón" y abajo de la misma frase aparece "Televisión". (Similar a la de 1979)
- 1984-1988: En fondo azul rey, la sigla JB en blanco, y aparece la frase "Jorge Barón Televisión".
- 1988-1991: En fondo anochecer, sale la sigla JB en azul y al lado "Jorge Barón". Abajo de "Jorge Barón" aparece la frase "Televisión".
- 1991-2017: En un fondo negro con azul claro, se ubica una esfera plateada girando, la frase JORGE BARÓN girando de izquierda a derecha después la esfera se dirige arriba y la frase JORGE BARON abajo y después la palabra televisión se forma más abajo de la frase la sigla JB en azul rey estira hasta llegar a la esfera , detrás de la esfera tres luces de color transparente, y abajo la palabra "Jorge Barón" y mucho más abajo la palabra "Televisión" en letra cursiva. Este recurso se usó hasta el 30 de abril de 2017.

## Eslóganes
- 1969-1984: La programadora que usted ve y verá en el siglo XXI.
- 1984-1990: Calidad bien programada.*
- 1990-1991: Un programa que Jorge Barón Televisión presenta pensando en la familia
- 1992-1996: Imagen sin fronteras.*
- 1997-2017: Una televisión de servicio público.

* Ese eslogan se volvió a usar desde el 1 de febrero de 2014 hasta el 30 de abril de 2017 para la nueva programación del Canal Uno.

* Ese eslogan se usaba cuando se realizaban las grabaciones del musical El Show de las Estrellas en formato internacional.

## Cortinas musicales
La primera cortina musical que identificó la programadora entre 1969 a 1991 es tomado del fragmento final de la melodía Room 43 del trompetista, compositor y actor estadounidense Ray Anthony.
La segunda cortina musical que identificó la programadora entre 1991 a 2017 es la remasterizacion de la melodía Room 43 con un corte citadino y elegante incluyendo nuevas melodías originales en el segmento final.